# Kapjuk el a Mikulást!
A Kapjuk el a Mikulást! (eredeti cím: Gotta Catch Santa Claus) kanadai televíziós 3D-s számítógépes animációs film, amelyet a Cookie Jar Entertainment és a Gotta Catch Santa Productions készített. A forgatókönyvet Steven E. de Souza és Steve Wright írta, az animációs filmet Jin Choi II, Peter Lepeniotis és Jamie Waese rendezte, a zenéjét Carl Lenox és Pete Coulman szerezte, a producere Jamie Waese volt. 
Kanadában 2008. december 8-án a Teletoon-on, Magyarországon 2011. november 25-én az M2-n mutatták be.

## Ismertető
A Mikulásnak az idei évben nagyon nehéz a helyzete. Egy éjszakán át nemcsak azzal kell megküzdenie, hogy ajándékot osszon szét a gyerekeknek, hanem egy kisfiú is közben megpróbálja elkapni, hogy bebizonyíthassa a Mikulás létezik. Ha ez így még mindig kevés, akkor nagy veszélyt jelent a világűrből jövő jégtömb is. De szerencsére a Mikulás megpróbálkozik minden egyes nehézséggel.

## Szereplők
- Mikulás – A Télapó, aki minden évben ajándékot hoz a gyerekeknek, de az idén kivételesen most egy fiú szeretné bizonyítani, hogy létezik.
- Trevor – Okos kisfiú, aki el szeretné kapni a Mikulást, hogy bebizonyíthassa a létezését.
- Veronica Jane Campbell – Vörös hajú, kedves kislány, aki először nagy nehezen tudja elhinni a Mikulás létezését, de végül megtudja, hogy létezik.